# Ołeksandr Danyluk
Ołeksandr Ołeksandrowycz Danyluk, ukr. Олександр Олександрович Данилюк (ur. 22 lipca 1975 w Grigoriopolu) – ukraiński urzędnik państwowy i menedżer, od 2016 do 2018 minister finansów.

## Życiorys
Z wykształcenia inżynier, absolwent Politechniki Kijowskiej (1998), kształcił się też w kijowskim instytucie zarządzania inwestycjami. W 2001 uzyskał dyplom MBA na Indiana University. Pracował jako menedżer i doradca inwestycyjny w różnych przedsiębiorstwach. Od 2002 do 2005 był związany zawodowo z McKinsey & Company. Następnie do 2006 pełnił funkcję doradcy premiera Jurija Jechanurowa. W latach 2006–2010 zarządzał funduszem inwestycyjnym, w 2010 został dyrektorem organizacji pozarządowej zajmującej się propagowaniem reform gospodarczych.
W lipcu 2014 objął stanowisko przedstawiciela prezydenta Petra Poroszenki w gabinecie ministrów. We wrześniu 2015 mianowany zastępcą szefa Administracji Prezydenta Ukrainy. 14 kwietnia 2016 został powołany na urząd ministra finansów w utworzonym wówczas rządzie Wołodymyra Hrojsmana. W czerwcu 2018, po konflikcie z premierem, został na jego wniosek odwołany.
W maju 2019 nowo zaprzysiężony prezydent Wołodymyr Zełenski mianował go sekretarzem Rady Bezpieczeństwa Narodowego i Obrony Ukrainy. Został odwołany we wrześniu tego samego roku.